# Runaway (Aurora)
Runaway è un singolo della cantante norvegese Aurora, pubblicato il 7 febbraio 2015 come primo estratto dal primo EP Running with the Wolves e come primo estratto dal primo album in studio All My Demons Greeting Me as a Friend.

## Descrizione
Il brano, sebbene sia stato pubblicato nel 2015, ha riscoperto una notevole popolarità nel 2021 grazie alla piattaforma TikTok.

## Video musicale
Il video musicale è stato reso disponibile su YouTube il 27 febbraio 2015. La cantante statunitense Billie Eilish ha fatto spesso riferimento alla clip del brano circa la decisione di intraprendere una carriera musicale.

## Tracce
Testi e musiche di Aurora Aksnes e Magnus Skylstad.
Download digitale – Guitar Version
1. Runaway (Guitar Version) – 4:19

Download digitale – Piano Version
1. Runaway (Piano Version) – 4:48

## Classifiche

### Classifiche settimanali
| Classifica (2021) | Posizione massima |
| ----------------- | ----------------- |
| Australia         | 30                |
| Austria           | 27                |
| Belgio (Fiandre)  | 52                |
| Canada            | 39                |
| Francia           | 44                |
| Germania          | 30                |
| Grecia            | 19                |
| India             | 2                 |
| Irlanda           | 21                |
| Italia            | 80                |
| Lituania          | 19                |
| Norvegia          | 14                |
| Paesi Bassi       | 53                |
| Perù              | 93                |
| Portogallo        | 27                |
| Regno Unito       | 25                |
| Repubblica Ceca   | 14                |
| Slovacchia        | 19                |
| Stati Uniti       | 101               |
| Svezia            | 51                |
| Svizzera          | 21                |
| Ungheria          | 24                |

### Classifiche di fine anno
| Classifica (2021) | Posizione |
| ----------------- | --------- |
| Portogallo        | 171       |